# 铁路建设基金
铁路建设基金是缴入中央国库的中华人民共和国全国政府性基金，由中华人民共和国政府設立。基金主要向铁路货运货主征收費用，以作建設鐵路網絡之用。基金自1991年起收取。
雖然铁路建设基金征收的对象远不如三峡基金般广泛，但是中国铁路货运数量巨大，特别是煤炭，使23年来(1991年至2013年年底)铁路建设基金征收总额直逼10000亿元大关。由1997年起铁路建设基金上交年收入3%予中央水利建設基金。
2013年，中国铁路總公司成立子公司中国铁路发展基金股份有限公司。
2015年，中国铁路總公司由铁路建设基金收取462.53億元人民幣(稅前)。